# Stazione di Lido di Lavinio
La stazione di Lido di Lavinio è una fermata ferroviaria impresenziata posta sulla linea Roma-Campoleone-Nettuno al servizio della località del Lido di Lavinio, frazione del comune di Anzio.

## Storia
La fermata di Lido di Lavinio venne attivata il 1º luglio 1950.

## Strutture e impianti
La fermata è dotata di un unico binario passante.

## Movimento
La fermata di Lido di Lavinio è servita dai treni regionali della linea FL8.

## Servizi
- Parcheggio auto all'esterno della stazione

## Interscambi
- autobus locali e regionali dalla stazione